# Megatrichobates longisetosus
Megatrichobates longisetosus är en kvalsterart som beskrevs av Grobler 2000. Megatrichobates longisetosus ingår i släktet Megatrichobates och familjen Oribatulidae. Inga underarter finns listade i Catalogue of Life.